# Олекса Бокшай
Олекса Петрович Бокшай (чеськ. Alexa Bokšay; нар. 27 березня 1911, Великі Лази, Австро-Угорщина — пом. 27 серпня 2007, Прага, Чехія) — чехословацький футболіст та тренер. Володар кубка Мітропи.

## Із біографії
Найвідоміший футболіст ужгородського клубу «Русь» народився 27 березня 1911 року в селі Великі Лази поблизу Ужгорода, в багатодітній учительській сім'ї. Початкову школу закінчив у рідному селі, а потім учительську семінарію в Ужгороді. Розпочинав у вуличному футболі. З 1927 року — гравець команди «Русь» (Ужгород).
У 1929 році отримав запрошення від МТК з Будапешту, але перепоною стало незавершене навчання. Через два роки був на оглядинах у «Спарті». Празьким гравцям сподобався закарпатський воротар, але вдома Олекса не отримав згоди не переїзд від батька. Олекса Бокшай, у ті роки, вчителював у селі Худльово, що за 30 кілометрів від Ужгорода. Три рази на тиждень, на велосипеді, добирався на вулицю Доманинську, де був стадіон його команди (тепер на цьому місці зведені будинки під № 101 та 103). З 1934 року його команда, першою у Східній Європі, на виїзні матчі діставалася на літаку. «Русь» була аматорським клубом, за який виступали переважно вчителі. Звідсіля і прізвисько команди — «літаючі вчителі». Після переходу Бокшая до «Славії», його також називали «літаючим учителем».

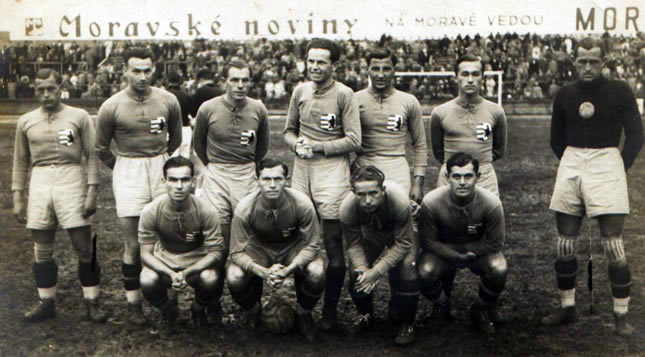
Олекса Бокшай (крайній справа) у складі ужгородської команди «Русь»

«Русь» була однією з найсильніших команд Підкарпатської Русі та Східної Словаччини. У сезоні 1935/36 перемогла у чемпіонаті Словаччини та кваліфікаційному турнірі, за право участі у найвищому дивізіоні чехословацького футболу. В еліті закарпатська команда провела лише один сезон (11-е місце серед дванадцяти учасників). По завершенні сезону Олекса Бокшай переходить до «Славії» другим голкіпером. На чемпіонаті світу 1938 основний воротар празького клубу, Франтішек Планічка, отримав тяжку травму і був змушений завершити кар'єру.
У другій половині 1938 року «Славія» бере участь у кубку Мітропи — найпрестижнішому клубному турнірі Європи того часу. У серіях із двох матчів були здобуті перемоги над БСК (Белград), «Амброзіана-Інтером», «Дженоа» і «Ференцварошем» (у фіналі). Перший фінальний матч у Празі завершився внічию 2:2. У другому — в Будапешті, Бокшай залишив свої ворота недоторканими, а його партнери забили два голи.
Ще в 1936 році він закінчив школу офіцерів запасу, отримав звання лейтенанта. Наприкінці 1938 був мобілізований до армії. Службу проходив на Закарпатті. Під час перебування в Мукачевому його командиром був Людвік Свобода — майбутній президент Чехословаччини. Після окупації Підкарпатської Русі угорськими військами повертається до Праги. У цей час «Славія» домінує в новоствореній лізі протекторату Богемії та Моравії. Атака команди, на чолі з Йозефом Біцаном, демонструє феноменальну результативність. За цей період Олекса Бокшай здобув чотири перемоги у чемпіонаті та дві — у кубку. В 1943 році отримав тяжку травму нирок і був вимушений завершити кар'єру футболіста. Всього за «Славію» провів 89 матчів, із них 33 — у лізі.
Після війни працював з молодіжними командами празьких клубів «Славія» та «Артима». В 1948-49 роках очолював національну збірну. Під його керівництвом команда провела чотири матчі. Був асистентом головного тренера на матчі із збірною Бельгії (перемога 3:1 у червні 1955). З середини 50-х і до 1971 року працював шкільним вчителем.
Помер 27 серпня 2007 року, на 97-му році життя, у Празі.

## Тренер збірної Чехословаччини
| № | Дата та місце проведення | Команда        | Рахунок | Суперник |
| - | ------------------------ | -------------- | ------- | -------- |
| 1 | 4 липня 1948 Бухарест    | Чехословаччина | 1 : 2   | Румунія  |
| 2 | 25 вересня 1949 Відень   | Чехословаччина | 1 : 3   | Австрія  |
| 3 | 30 жовтня 1949 Острава   | Чехословаччина | 2 : 0   | Польща   |
| 4 | 13 листопада 1949 Коломб | Чехословаччина | 0 : 1   | Франція  |

## Досягнення
- Володар кубка Мітропи (1): 1938
- Чемпіон чесько-моравської ліги (4): 1940, 1941, 1942, 1943
- Володар кубка Чехії (2): 1941, 1942